# オオバコ
オオバコ（大葉子、車前草、学名: Plantago asiatica）とはオオバコ科オオバコ属の多年草。高地から平地まで、道端などによく生える野草で、地面から葉を放射状に出して、真ん中から花穂をつけた茎が数本立つ。葉は薬草として利用され、漢方薬でも使われている。中国では車前、車前草（しゃぜんそう）ともいう。ハハキオオバコ、ホウキオオバコや、スモウトリグサ（相撲取り草）の別名もある。

## 名称
和名の由来は、葉が広く大きいことから「大葉子」と名付けられたと一般にいわれるが、当て字だとする説もある。地方により、別名オバコ、オンバコ、カエルッパ、ガエルッパ、ゲーロッパ、シャゼンソウ、ミチボウキともよばれ、弱ったカエルをこの葉陰におくと元気になるという俗説からカエルバともいわれる。カエルとのかかわりが深く、死んだカエルをオオバコの葉で包むと生き返るという言い伝えもある。オオバコ相撲（#利用）に使われる草であることから相撲取り草の意味で、スモウトリグサ、スモトリグサ、スモトリバナの別名でもよばれている。
中国では車前草と書き、「車前（しゃぜん）」は漢名で、人や車（牛車・馬車）が多く通る轍（わだち）によく生え、踏みつけに強いことからこの名がつく。

## 分布・生育地
日本では北海道から沖縄までの全土のほか、国外では千島、朝鮮半島、中国、台湾、サハリン、シベリア東部、マレーシアなど東アジアを中心に広く分布する。高地から平地までの、日当たりのよい野原や荒れ地、道端、田の畔、畑、庭先、空き地などにごく普通に自生する雑草である。踏みつけに強く、人などがよく踏む道端などの硬くなった地面のほか、校庭や公園などでもよく見られ、草丈が高くなる草が生えないような場所を選んで生育する。踏みつけが弱い場所では、高くのびる性質を持たないので、他の草に負けてしまう。人に踏まれなくなるとその場所では自然に絶えてしまう。

## 形態・生態
花茎のほかは茎は立たず、地面に埋まっている。
葉は葉と同じかそれより長い葉柄があり、形は楕円形・卵形・広卵形・さじ形で先が鈍く尖り、基部は狭くなって葉柄となり、多くは根生葉で根元からロゼット状に四方に広がり多数出る。葉には毛はほとんど生えておらず、葉質は厚く5 - 7条の葉脈が縦に平行に走り、基部に浅い切れ込みがあり、生育状態が良いと葉の縁は波打つ。
花期は春から秋（4 - 9月）にかけて。風媒花で、葉の間から棒のように細長い10 - 30センチメートル (cm) の長さの花茎を出す。花茎の頂に長い穂状に緑色の小さな花がびっしりと密につき、白色もしくは淡い紫色の小花が下から上に向かって順次咲く。萼は4枚あり、花冠はロート状で4裂する。花には雌性期と雄性期があって、雌性先熟で、雌蕊が先に萎れてから、長くて目立つ白い雄蕊が出る。
果実は蒴果で長楕円形をしており、熟すると円錐状の上半分が帽子のように横にとれて、中から5 - 8個の種子が現れる。種子は黒褐色で、平たい長楕円形。種子は果実からこぼれ落ちるほか、雨などに濡れるとゼリー状の粘液を出してべたつき、動物など他のものに付いて遠くに運ばれて分布を広げていく。
オオバコが生えるような背の高い草が生えない場所では、日光が得られる代わりに、しばしば踏みつけられることになるが、踏みつけにも耐えられるように茎葉は丈夫に出来ており、茎は短く地面に埋まっていて節間隔は短く、葉柄には丈夫で硬い筋が通っていて、地面に平行して横向きに葉が生えているので折れにくくなっている。

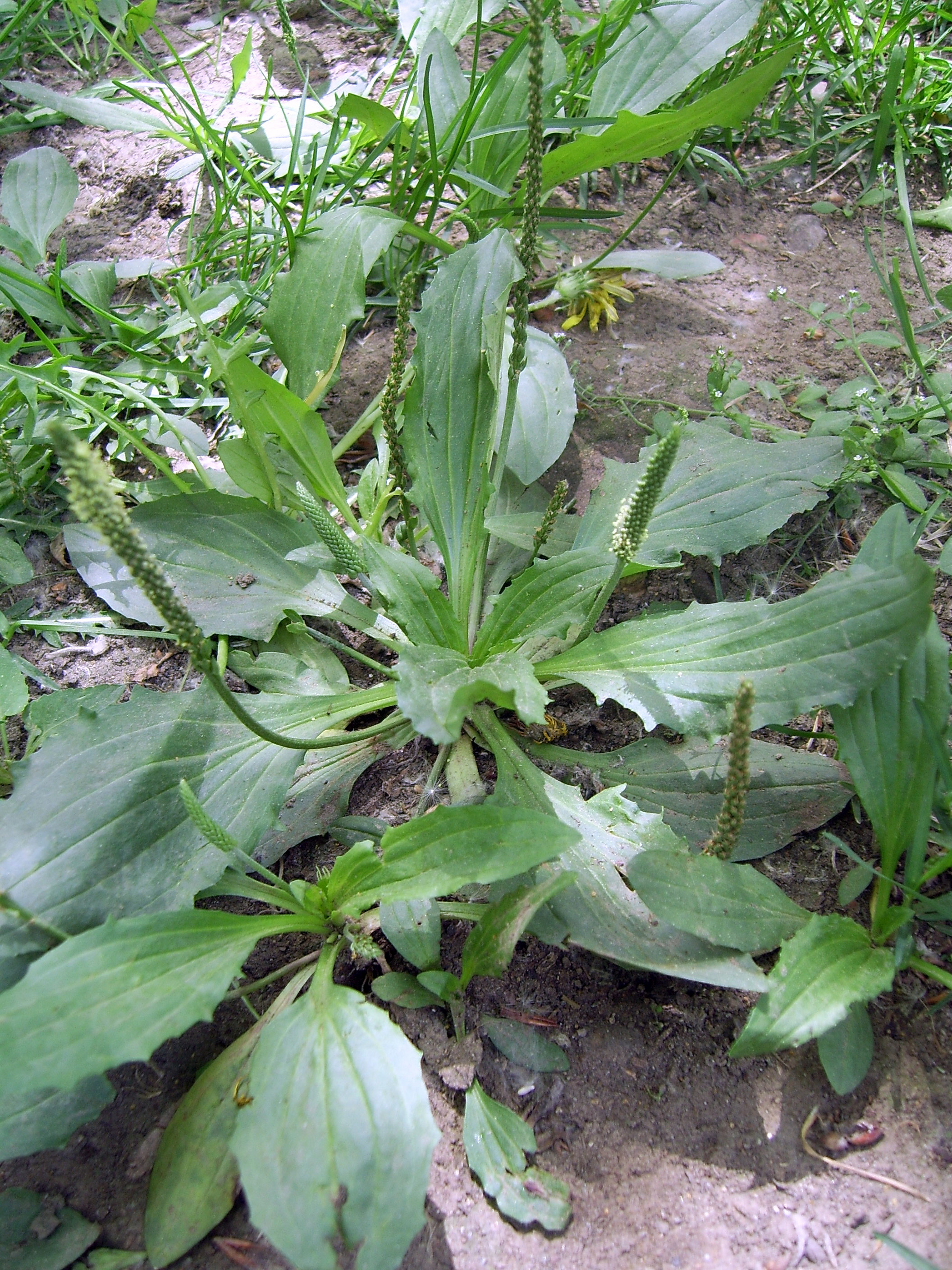
全草
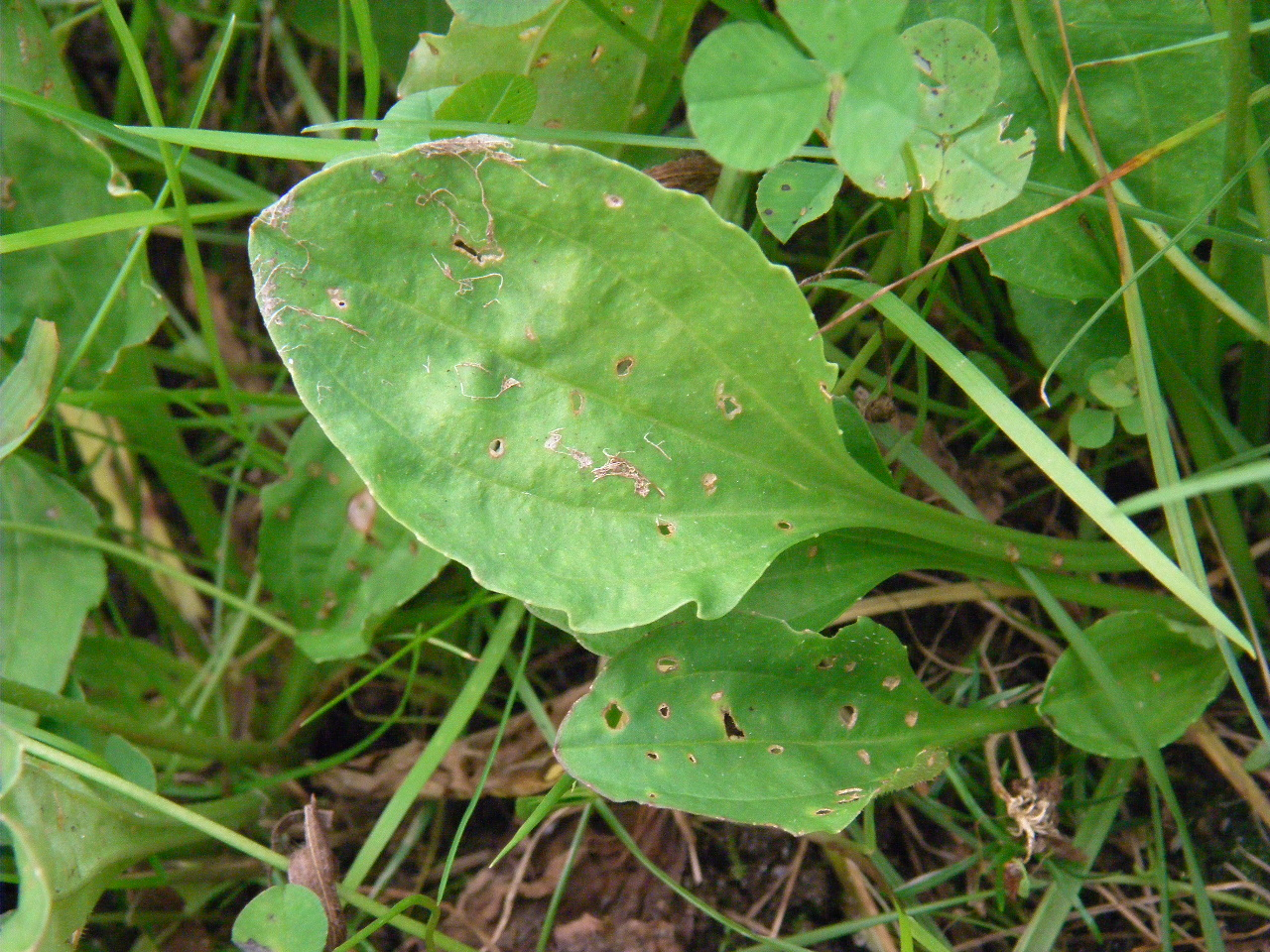
葉
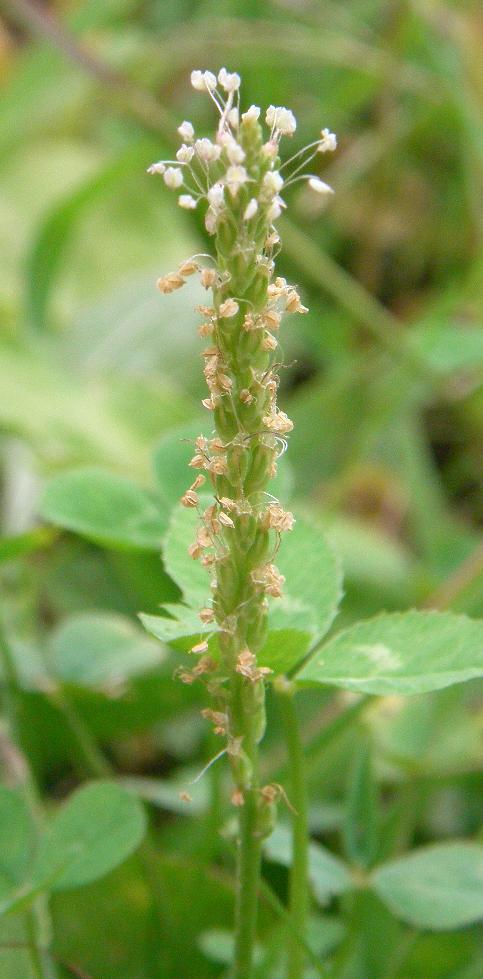
花

## 利用
葉や種子は咳止めなど薬用になり、若い芽は食用になる。また子供たちの遊びでは、花柄を根本から取り、2つ折りにして、2人が互いに引っかけあって引っ張り合い、どちらが切れないかを競うオオバコ相撲が知られ、スモトリグサ（相撲取り草）の別名もある。

### 食用
若葉は茹でて、水にさらすと食用になる。採取時期は3 - 8月ごろとされ、葉脈が硬いので、花をつける前の株の中心に近い若い葉を選んで摘み取る。暖地であれば、ほぼ一年中新葉が使えるともいわれる。摘んだ葉はよく茹でて水にさらし、おひたしや和え物、油炒め、バター炒めにしたり、生のまま天ぷら、刻んで炊き込みご飯にする。天ぷらにするときは、葉に切れ目を入れておかないと、揚げている最中に空気を含んで破裂し、油が飛び散る危険がある。コマツナに近い味で、クセがなく、煮ふくめにもできる数少ない野草でもある。近縁種のヘラオオバコ、トウオオバコ、エゾオオバコなども同様に食用になる。
乾燥させた葉は、お茶（オオバコ茶）にして飲用できる。
外皮からとれる食物繊維は、カロリーが低く満腹感を感じさせるもので、ダイエッターの食材になり、ダイエット食品の材料としても使われている。また、吸水すると粘性のゲルを生成する性質を利用し、小麦アレルギー、セリアック病患者の為にグルテンの代用品として、サイリウム等の名でも利用されている。

### 生薬
オオバコの成熟種子を車前子（しゃぜんし）、花期の全草を天日で乾燥したものを車前草といい、日本薬局方に収録された生薬である。また、葉だけを乾燥させたものを車前葉（しゃぜんよう）という。成分として、花期の茎と葉に、配糖体のアウクビン、ウルソール酸を含み、種子にコハク酸、アデニン、コリン、脂肪酸を含む。
種子、全草とも煎じて用いられ、服用すると咳止め、たんきり、下痢止め、消炎、むくみの利尿に効用があるとされる。また、葉も種子も熱を冷ます効用がある。漢方では、車前子は牛車腎気丸（ごしゃじんきがん）、竜胆瀉肝湯（りゅうたんしゃかんとう）などの漢方薬に配合される。車前葉は漢方薬として慢性気管支炎や高血圧症に使われる。
民間療法では、膿が出るような腫れ物には、葉を火であぶってよく揉んでから、患部に貼り付けると治るといわれる。また、夏場に全草を採取して天日干しし、煎じて茶代わりに飲むと、消炎、利尿、下痢止め、胃腸病によいと言われている。